# Villa de Guadalupe, Campeche
Villa de Guadalupe är en ort i Mexiko.   Den ligger i kommunen Champotón och delstaten Campeche, i den östra delen av landet, 900 km öster om huvudstaden Mexico City. Villa de Guadalupe ligger 20 meter över havet och antalet invånare är 437.
Terrängen runt Villa de Guadalupe är platt. Runt Villa de Guadalupe är det glesbefolkat, med 11 invånare per kvadratkilometer. Närmaste större samhälle är Maya Tecún I, 13,9 km söder om Villa de Guadalupe. I omgivningarna runt Villa de Guadalupe växer i huvudsak lövfällande lövskog.